# Hans-Joachim Zillmer
Hans-Joachim Zillmer (* 20. září 1950, Mölln) je německý podnikatel a od roku 1998 autor evoluci odporujících, populárně naučných knih.
Ve svých do jedenácti jazyků dosud[kdy?] přeložených bestsellerech zpracovává aktuální teorie, především z vědních oborů geologie, geofyziky, evoluce a paleontologie. Tyto teorie, popřípadě jejich základní principy zpochybňuje (princip aktualismu, geologickou časovou stupnici) a vytváří vlastní, současným vědecky nepotvrzeným naukám odporující domněnky ve smyslu katastrofismu. Zillmer odmítá zejména evoluční teorii ve formě makroevoluce, stejně jako metodu datování.

## Životopis
Hans-Joachim Zillmer vystudoval na Bergische Universität Wuppertal a na Technische Universität Berlin stavební inženýrství a oba studijní obory zakončil titulem inženýr. Později získal titul doktora politických věd. Po ukončení studia v roce 1977 založil a vedl stavební firmu, stavební inženýrskou kancelář a investorskou firmu ve městě Solingen a později také v Berlíně (oboje Německo). Zillmer působil jako inženýr/konzultant ve stavební inženýrské komoře (Severní Porýní-Vestfálsko), byl členem představenstva stavebního společenstva v Solingenu, a v letech 1991–1999 prvním předsedou sportovního velkoklubu TSG Solingen (2300 členů).
Jako autor populárně naučných knih byl hostem v mnoha německých rozhlasových a televizních pořadech, mimo jiné v relaci „Welt der Wunder“ („Svět zázraků“) na programu Pro 7, kde vystoupil se svými kontroverzními tématy z knihy Dinosauři od A do Z.

## Teorie
Zillmer je stejně jako Immanuel Velikovsky představitelem katastrofismu, avšak ve spojení se speciální teorií mladé Země, katastrofické teorie mladé Země, která uvádí, že Země jako planeta je sice stará, ale před přibližně 5000 až 6000 lety byla zasažena celosvětovou katastrofou (potopou), při které byla naše zemská kůra výrazně přeměněna a nově utvořena. Základní geologická myšlenka přitom říká, že došlo k několika obrovským vlnám, které se rozlily přes kontinenty: jihozápad a severozápad Severní Ameriky, přes Austrálii, nebo od pohoří Altaj přes Sibiř až do Kaspického a Baltského moře a Severního ledového oceánu. Zároveň přitom došlo k posunu zemské osy a teprve v této době došlo k Zillmerem „doba sněhová“ pojmenovanému zalednění arktických a antarktických oblastí jakožto zrychlené a zkrácené „velké době ledové“. Podle jeho názoru vzrostla v této době také zemská přitažlivost, kvůli čemuž vyhynula obrovská zvířata, v Americe například obří lenochod ve velikosti slona, nebo mamut v Eurasii. Tím vznikl nový svět s menšími zvířaty a jinými atmosférickými podmínkami – např. poklesem tlaku vzduchu nebo vyšší zemskou přitažlivostí.
Kvůli těmto celosvětovým přírodním katastrofám nedošlo podle Zillmerových představ na rozdíl od mikroevoluce k makroevoluci, přeměně jednoho druhu zvířat na jiný. Z toho vyplývá, že z nějakého opici podobného tvora nemohl vzniknout člověk. Kromě toho 80 procent druhů zvířat bylo zničeno: Scénář, který je připisován konci doby ledové (= podle Zillmera počátek doby sněhové). Kvůli tomu nemohou podle Zillmera existovat ověřitelné dějiny lidstva, jak to líčí ve své knize Die Evolutionslüge. V knize Darwinův omyl vyslovuje Zillmer domněnku, že lebky, popř. kostry ze starší doby kamenné jsou staré maximálně pár tisíc let. V této myšlence se údajně utvrdil v roce 2004 novým, v Anglii provedeným, datováním neandrtálských a cromagnonských lebek z Německa. Zillmerovo tvrzení z knihy Darwinův omyl (L'Errore di Darwin), že Velký kaňon byl podle ústní tradice domorodého kmene Havasupai vytvořen obrovskou vlnou za časů jejich předků, bylo údajně potvrzeno novými výzkumy Americké geologické služby: Supervlny s průtokem vody 37krát větším než u Mississippi vyryly obrovskou silou v několika fázích Velký kaňon, naposledy před cca 1000 lety.
„Dinosauří paleogeografie“, představená v knize Dinosauři od A do Z, zaujímá v rámci katastrofálních událostí dějin Země zvláštní místo. Po celém světě se hromadící nálezy dinosauřích pozůstatků vedly podle Zillmera k tomu, že bylo stále více dinosaurů nalezeno i na „nesprávných“, tedy podle časových tabulek deskové tektoniky na již izolovaných a oceány oddělených kontinentech. Jako řešení tohoto problému nabízí Zillmer model rozpínání Země.
Ověření správnosti přírodních katastrof až do 15. století ve smyslu katastrofismu vedlo v knize Kolumbus přišel jako poslední také k revizi průběhu kulturních dějin Starého a Nového světa (kritika chronologie). Zillmer v této knize předkládá též „teorii Keltů v Americe“, podle které navštívili Ameriku ještě před Vikingy Keltové a Římané. Svou teorii podkládá fotografiemi s přesným označením míst, na nichž se nacházejí keltské menhiry a dolmeny, stejně jako fotografiemi římských mincí z Ameriky (osídlení Ameriky).

## Kontroverze, antievolucionismus
Přestože se Hans-Joachim Zillmer prezentuje jako odborník na paleontologii a evoluci, nepublikoval žádný článek v odborném periodiku a je pouze autorem několika populárně naučných knih. Jeho myšlenky jsou součástí názorového proudu kreacionismu. Zillmer ve svých knihách považuje biology, geology a další vědce popírající jeho teorie za pavědce a tvrdí, že předkládají nepravdivé nebo polopravdivé informace, aby se udržel dnešní pohled na historii Země.

## Publikace
- 2001 Darwinův omyl, Euromedia Group, ISBN 80-7202-879-0
- 2003 Omyly v dějinách Země, Euromedia Group, ISBN 80-242-0948-9
- 2004 Dinosauři od A do Z, Euromedia Group, ISBN 80-242-1106-8
- 2005 Evoluce – podvod století, Euromedia Group, ISBN 80-242-1731-7
- 2006 Kolumbus přišel jako poslední, Euromedia Group, ISBN 80-242-1495-4
- 2008 Darwinův omyl, 2. aktualizované a rozš. vyd., Euromedia Group, ISBN 978-80-242-2163-2
- 2011 Energetický blud – Proč jsou zásoby ropy a zemního plynu nevyčerpatelné, Euromedia Group, ISBN 978-80-242-2996-6
- 2013 Země versus katastrofy, Euromedia Group, ISBN 978-80-242-3891-3